# Chrysler Crossfire
Chrysler Crossfire — це 2-дверний спортивний автомобіль в кузові купе, який являє собою результат співпраці Daimler AG і Chrysler Corporation, що вперше був представлений у 2001 році в Детройті, а світова прем'єра відбулась у 2003. За 2 роки розробники підготували повний список технологічного обладнання, а також було прийнято рішення про випуск автомобіля на німецькому заводі Karmann. 

## Базова комплектація

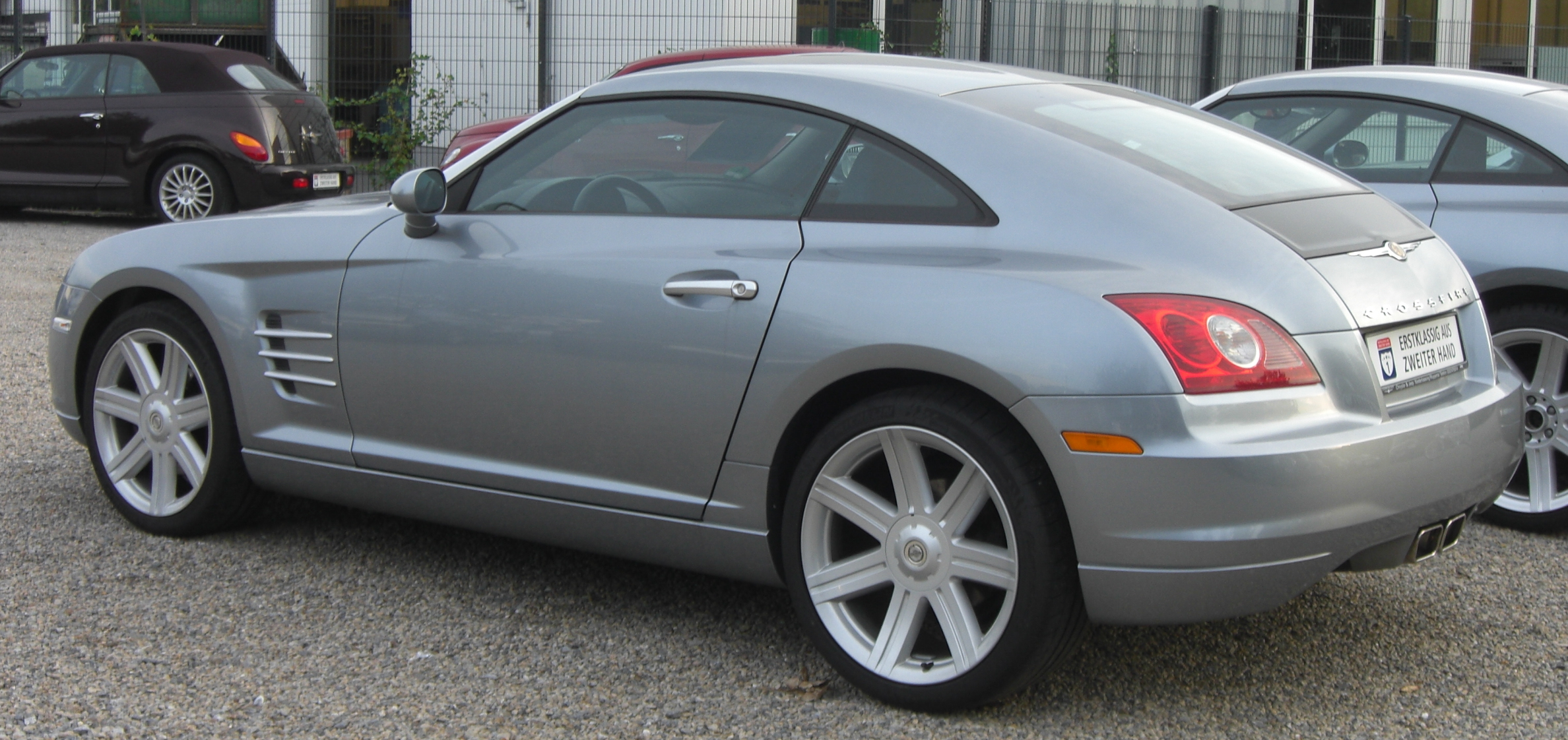
купе

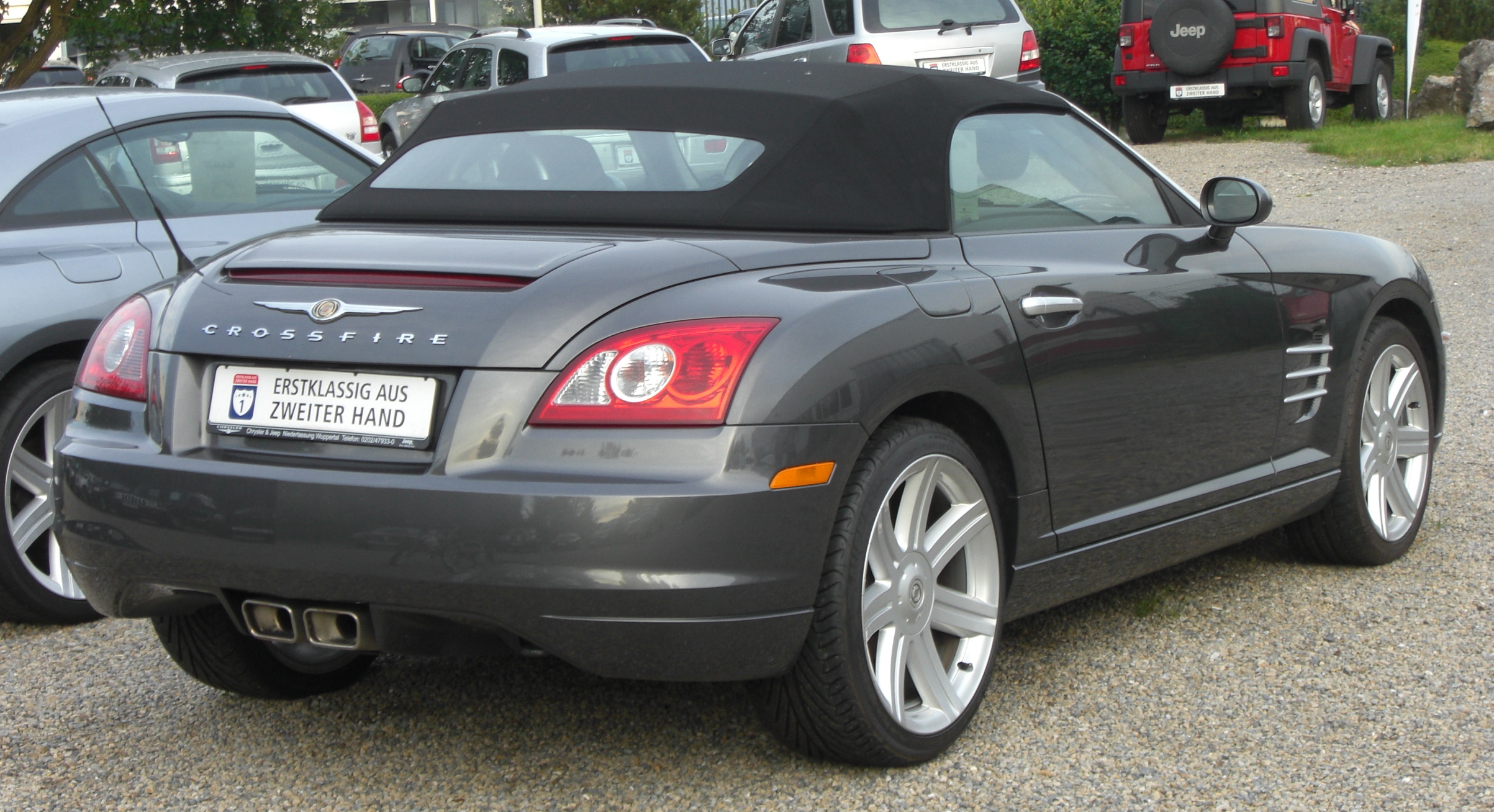
кабріолет

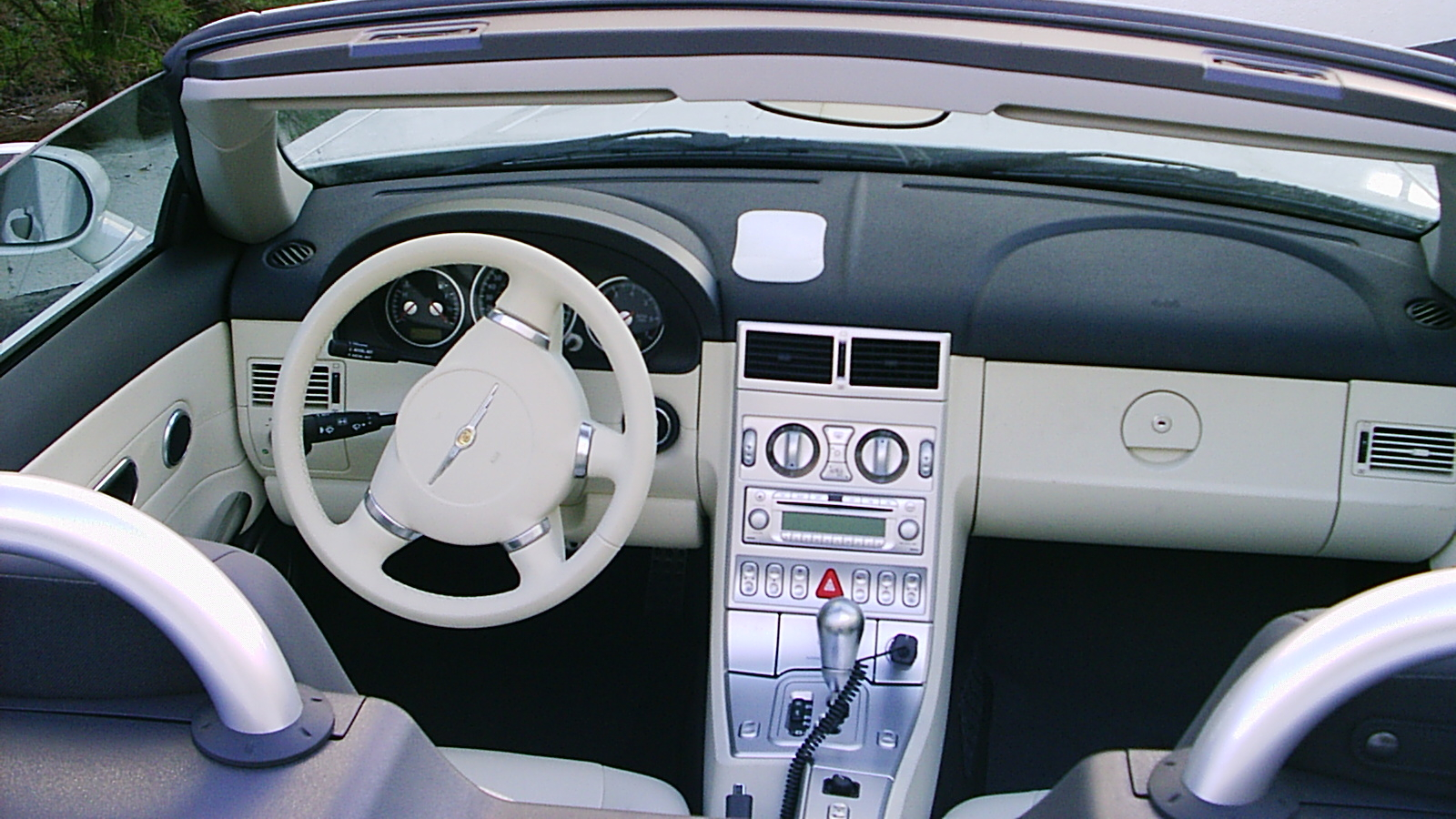

Базова комплектація включає в себе: двозонний кондиціонер, шкіряні сидіння, електропривід вікон та сидінь( 8-позиційне водійське і 4-позиційне пасажирське), безключовий доступ, 6-ступінчасту механічну коробку передач, круїз-контроль,бічні подушки безпеки, антиблокувальну систему гальм, шкіряне обплетення керма і музичну стереосистему Infinity(6 динаміків). 

## Безпека
У 2006 році Chrysler Crossfire пройшов випробування у Національній Адміністрації Безпеки Дорожнього Руху США (NHTSA):
| Водій | Пасажир | Фронтальний удар | Переворот |
| ----- | ------- | ---------------- | --------- |
| 5     | 4       | 5                | 5         |

## Двигуни
- 3.2 L M112 E32 V6 218 к.с. 310 Нм
- 3.2 L AMG M112 C32 компресор V6 335 к.с. 420 Нм